# Paralastor xerophilus
Paralastor xerophilus är en stekelart som beskrevs av Perkins 1914. Paralastor xerophilus ingår i släktet Paralastor och familjen Eumenidae. Utöver nominatformen finns också underarten P. x. meesi.